# Çukurkavak, Çumra
Çukurkavak là một xã thuộc huyện Çumra, tỉnh Konya, Thổ Nhĩ Kỳ. Dân số thời điểm năm 2011 là 282 người.